# Новомалиновка (Омская область)
Новомалиновка — деревня в Нижнеомском районе Омской области России. Входит в состав Старомалиновского сельского поселения. Расположена на трассе Омск — Муромцево.

## История
Новомалиновка была основана в 1920 году.
В годы коллективизации деревня испытала бурный рост. Сюда убегали не желавшие вступать в колхоз крестьяне из соседней Малиновки. После этого Малиновка получила свое нынешнее название — Старомалиновка.
В соответствии с Законом Омской области от 30 июля 2004 года № 548-ОЗ «О границах и статусе муниципальных образований Омской области» деревня вошла в состав образованного Старомалиновского сельского поселения.

## География
Расположен на востоке региона, в пределах Западно-Сибирской равнины, в 6 км от реки Иртыш.

## Население
| 2010 |
| ---- |
| 54   |

## Инфраструктура
В д. Новомалиновка есть магазин. Возле трассы Омск — Муромцево есть АЗС и газовая АЗС.

## Транспорт
Выезд на автодорогу «Омск — Муромцево — Седельниково» (идентификационный номер 52 ОП РЗ К-1).